# Jackie Arklöv
Jackie Banny Arklöv (även Jackie Arklöf), född 6 juni 1973 i Liberia, är en svensk brottsling samt före detta nynazist och legosoldat dömd för mord i Sverige och brott mot mänskligheten begångna i Bosnien och Hercegovina. Han är mest känd som delaktig i Malexandermorden 1999.

## Uppväxt
Jackie Arklövs biologiska mor var en liberiansk kvinna som blev gravid med en 60-årig engelsman. Arklöv fick en amerikansk styvfar vid namn Joe, som efter ett år blev svårt sjuk och återvände till USA. Modern beslutade sig då för att adoptera bort sina två yngsta barn, Jackie och hans syster. De två kom till Norge när han var i tvåårsåldern. Arklöv hade många år senare drömmar om att åka till sin styvfar i USA och bli amerikansk militär, men denne ska ha avvisat honom.
Vid två års ålder kom Arklöv som adoptivbarn till Sverige, till byn Ankarsund, fem mil nordväst om Storuman i södra Lappland. Hans familj där hade en lanthandel och bodde på övervåningen av butiken. Under sin uppväxt slöt han sig i sina känslor enligt de otaliga utredningar som gjorts, han visade vissa tidiga tecken på identitetskris gällande sin bakgrund i barndomen och han mobbades men dominerade även själv andra till viss del, och han utvecklade ett starkt intresse för andra världskriget, Förintelsen och nazism redan i yngre tonåren. Som 17-åring antogs Arklöv vid mönstringen som befälselev och genomförde värnplikten vid Norrlands dragonregemente (K 4) i Arvidsjaur. Efter värnplikten nekades han inträde till den efterföljande officersutbildningen och sökte sig i stället till den franska främlingslegionen där han provtjänstgjorde. Där fick han höra att Främlingslegionen inte var som förr, och då han fick reda på att soldaterna inte fick ägna sig åt ”riktiga krig” åkte han i stället till Kroatien.

## Legosoldat, krigsbrott och nynazism
19 år gammal reste Arklöv 1992 till Zagreb för att deltaga i kriget i Bosnien och Hercegovina och sökte sig där till den bosnienkroatiska armén med motiveringen att de stod närmast hans nazistiska ideologi, som bland annat allierade till Nazityskland under andra världskriget. Där blev han legosoldat och tjänstgjorde i den bosniskkroatiska armén HVO (Kroatiska försvarsrådet) och den ökända legion Ludvig Pavlović som han kom att ansluta sig till då han tyckte de hade "disciplin och stridsmoral". I kriget begick han krigsförbrytelser, dels i stridssituationer, dels i lägren i Gabela, Grabovina och Dretelj där han enligt dom i bosnisk domstol också gjorde sig skyldig till omfattande tortyr av muslimska fångar, bland annat gravida kvinnor, vilket han senare erkänt. Förutom bosniska muslimer fanns även östortodoxa kristna serber bland fångarna. På ett foto från krigen bär Arklöv en kroatisk camouflage-keps med Ustaša-symbol och Totenkopf (dödskalle) på.
Ludvig Pavlovic-förbandet var en av flera paramilitära styrkor i krigen i Jugoslavien, halvt illegala, halvt legala, ofta inblandade i brott och etniska rensningar, de både krigade och var "fångvaktare" emellanåt. Så även Arklöv. En kort tid efter att han grovt torterat fångar i kasernen Grabovina finns händelserna i Stolac mellan den 12 - 15 juli 1993 dokumenterade: som medlem i Ludvig Pavlovic-enheten intar de tillsammans med reguljära HVO-styrkor ett antal mindre byar i staden Stolac. Strider sker den 13 juli mot muslimska trupper. Den 14 juli, dagen därpå, intar Arklövs grupp byn Rotimlja och en närliggande by, och flera civila och barn dödas av enheten, däribland tioåriga Adela Bucman med sin femåriga bror Adis, tillsammans med flera familjemedlemmar. Arklövs privata krigsdagbok innehåller en notering detta specifika datum där det står att hans enhet bränner och förstör den muslimska byn, kastar granater in i hem och "likviderar allt levande". Kroaterna går från by till by i staden och etniskt rensar den. Det viktiga vittnet Mevlida Sesar, då 22 år och gravid i tredje månaden, samt hennes två-, och treåriga barn, tas till fånga i Rotimlja av Arklöv, i en fångbyggnad där kvinnor och män hölls separerade. Arklöv brukade mellan 14 och 16 juli 1993 där personligen tortera och kalla Mevlida för "hora" och hon vittnade om en traumatiserande incident där Arklöv separerade henne från hennes småbarn, tvingade ned henne på huk och sade åt henne att säga "Allah akbar" varpå hon vägrade och han stoppade sin gevärspipa i munnen på henne och upprepade: "säg Allah akbar". Arklövs kamrat sparkade henne i ryggen och sade: "Säg det då! Han är galen, han kommer döda dig!" varpå hon sade det. Efter misshandeln blödde hon ur underlivet och trodde att fostret dött, Arklöv ropade då: "Framåt marsch, hora!". Han hotade senare att skära ut fostret ur henne med kniv, en annan gång tvingade han henne tända en cigarett varpå han örfilade henne så att den flög ur hennes mun. Andra gånger hotade hans grupp att bränna ihjäl alla kvinnorna med deras barn genom att visa upp bensindunkar för dem. De grova brotten mot Mevlida och övriga 65 kvinnor och barn ifrån Rotimlja som hölls fångna pågick i endast några dagar och är bara ett av flera liknande som Arklöv senare dömdes för i Högsta domstolen i Bosnien och Hercegovina.
En kort tid efter Rotimlja var Arklöv stationerad i fånglägret Gabela där han bland annat tvingade en muslimsk man krypa genom ett minfält, misshandlade fångar grovt, tvingade en man ställa sig på en avrättad fånges kropp, slet av polisonger och slog folk, rånade fångar, med mera.
Han skickade som present/"souvenir" till sina föräldrar hem en huvudbonad från en dödad soldat, varpå modern reagerade med förskräckelse. På permission hemma i Sverige bjöd han in en reporter från Västerbotten-Kuriren till sitt f.d pojkrum som skrev en artikel där Arklöv syns visa upp utklippta emblem från dödade soldater som han "samlade på". Trots att han delvis upplevde ångest åkte han tillbaka till kriget igen.
I maj 1995 greps Arklöv av bosniska militärpoliser i staden Mostar i Bosnien och Hercegovina och dömdes i första instans i september 1995 till 13 års fängelse för krigsförbrytelserna. Efter att ha överklagat friades han i februari 1996 från ansvar för vissa av gärningarna och straffet sänktes till åtta års fängelse.
Det fanns överlevande som kunde vittna, och Jackie Arklöv dömdes i Bosnien och Hercegovina till ett åttaårigt fängelsestraff av högsta domstolen i Sarajevo. I rättegången när offret Mevlida berättat vad hon utsatts för sade hon direkt till den åtalade Arklöv: "Varför flinar du inte nu? Skratta nu då. Han förstår allting!".
En fångutväxling genom Röda korset gjorde att han redan efter drygt ett år (1996) kunde flygas hem till Sverige. På flygplatsen i Sverige greps han på nytt och en förundersökning avseende brotten i Bosnien och Hercegovina i juli 1993 inleddes. I september 1996 släpptes han dock ur häktet och belades med reseförbud, och i januari 1997 lades förundersökningen ned av åklagare Jan Danielsson och samtidigt fick Arklöv 23 000 kronor i skadestånd av staten. Arklöv hade nämnts i press och under sin tid i svenskt häkte fått brev av de militanta nynazistiska brottslingarna Tony Olsson och Mats Nilsson som rekryterade honom till sin planerade utomparlamentariska militant nazistiska brottsplan.

### Tillbaka i Sverige
I Sverige finns indikationer på att Arklöv fick med sig ett kraftigt posttraumatiskt stressyndrom som innefattade synvillor, natterror, panikångest, illamående, sömnlöshet och ett allmänt så kallat depersonaliserat skymningstillstånd där människor och omgivning omkring honom "inte kändes verkliga" längre. Både en före detta flickvän och ett fåtal bekanta bekräftar sådana trauman. I småstaden var han omskriven i pressen efter kriget och det hände att enstaka lokalbor kunde provocera Arklöv på krogar vilket ledde till handgemäng där Arklöv grovt hotade eller slog tillbaka, incidenter som samtidigt ledde till ökning av egna paranoian hos Arklöv. Flera lokalbor var rädda för Arklöv efter olika incidenter där han agerat hotfullt då de visste om hans historik och öknamnet "krigsförbrytaren" i staden. Han deltog dock i bollsport efter ett tag och ingick på relativt seriös basis i ett sportlag, Jämtland Republicans, i vilket han började deltaga och sade sig funnit en positiv mening med livet, något som gick till intet när denna aktivitet blandades med hans sammanhang i brottsaktiva nynazismens krets han samtidigt var involverad i.
Arklöv hade från 1996/97 koppling till gruppen "NS Östersund". Nynazisterna där reagerade först med skepsis på den "svarte nazisten" som ville gå med dem, men han accepterades halvt, "på nåder" då de delade antisemitismen och Hitlerdyrkan. Den före detta ledaren uppgav att de ansåg att om de "tog makten" skulle Arklöv dock steriliseras.
Arklöv har själv sagt att dubbellivet efter kriget tärde på honom. Sportlaget fick reda på att Arklöv varit legosoldat då de läst om det i tidningen och tränare Jörgen Wedmark som var mycket god vän med Arklöv hörde även rykten om hans politik, vilket han ej tyckte passade med Arklövs i övrigt "trevliga personlighet", de förblev dock vänner och Arklöv spelade flera matcher med laget. Wedmark visste om att Arklöv var djupt suicidal och bekymrad och uppgav att han önskat att han och laget hade kunnat hjälpa mer.
Arklöv dömdes för ett inringt nazistiskt motiverat bombhot mot en tänkt vänsterpolitisk konsert samt författade minst en insändare åt Nationalsocialistisk fronts tidning.
På ställen där Tony Olsson under permissioner, Olssons flickvän, vänner, Andreas Axelsson och andra nynazister umgicks, deltog också Arklöv. Arklöv, som mörkhyad, accepterades inte fullt ut av hela gruppen och Olssons flickvän var starkt kritisk till Arklövs närvaro. Men Tony Olsson och Mats Nilsson berömde Arklöv och sade att hans erfarenheter i krig och fanatism var viktiga för deras planer på det raskrig de sökte. Arklöv förklarade senare i förhör sitt försvar om att som mörkhyad varit svensk nynazist med att Hitler "inte hatade mörkhyade". I Arklövs plånbok bar han med sig ett blågult hakkors, något som två poliser i en vanlig fortkörningskoll fann så anmärkningsvärt att de lade en notis om det i rapporten.
Arklöv spelade i sitt sportlag och levde ett utåt sett någorlunda anpassat liv. Så även kompanjonerna Olsson och Axelsson som på ytan skötte sina uppgifter i projektet 7:3 klanderfritt. Men samtidigt inledde de en serie grova rån mot banker och butiker.

## Malexandermorden
Arklöv, Olsson och Axelsson hade redan rånat ett flertal banker, affärer och postställen. Polis i drabbade samhällen prioriterade ligan, men den 28 maj 1999 rånades Östgöta Enskilda Bank i Kisa av de tre. Bytet blev 2,6 miljoner kronor. Under flykten blev två polismän skjutna i pannan respektive med nackskott med sina egna tjänstevapen på en landsväg i närheten av Malexander när de försökte stoppa rånarna.
Arklöv greps den 31 maj 1999, sex dygn innan han fyllde 26, av polis i Tyresö söder om Stockholm. Han hade kommit gående klockan 12.08 uppför en trappa vid Tyresöhallen (då kallad Nybodahallen) i Tyresö Centrum. En civil spaningspatrull hade fått syn på honom och vid gripandet avlossades ett skott som träffade lungan. Han fördes i ambulans till Södersjukhuset. Arklöv sköts i hörnet mellan Granängsvägen och Övre Mellanbergsvägen, inte långt från Granängsringen 58 – där den anhållne kumpanen Andreas Axelsson var skriven och som var ett känt tillhåll för nazister. Det var även den bostaden som polismännen hade i uppdrag att bevaka. Polismannen som avlossade skottet åtalades för vållande till kroppsskada men friades av Handens tingsrätt.
Arklöv dömdes den 2 februari 2000 av Linköpings tingsrätt till livstids fängelse för grovt rån, mord och mordförsök. Göta hovrätt fastställde livstidsdomen den 7 juni 2000. Den 8 juni 2001 erkände Arklöv att det var han som sköt polismännen till döds. I samband med Arklövs erkännande ansökte Tony Olsson och Andreas Axelsson om resning hos Högsta domstolen. Den 29 juni 2001 beslutade riksåklagaren att förundersökningen inte skulle återupptas efter erkännandet.

## Fängelsetiden
Jackie Arklöv satt på Kumlaanstalten med intagningsnummer 00-246 fram till 2008 då han flyttades till Hall. Anledningen skulle enligt kriminalvården vara miljöombyte. Arklöv protesterade först och ville skjuta upp flytten då han först ville bli färdig med sin magisterexamen. Överklagandet avslogs.
Under fängelsetiden har Arklöv skrivit minst två böcker: den semi-självbiografiska Sebastian i drömmen under pseudonym, samt Marionettmänniskan under sitt riktiga namn.
Arklöv har under sitt frihetsberövande tagit avstånd från nynazismen. Han har sagt att det var märkligt att han anammat ideologin då han själv är mörkhyad.
Den 18 december 2006 dömdes Arklöv till åtta års fängelse av Stockholms tingsrätt för de grova brott mot folkrätten som han begick mot krigsfångar och civila när han 1993 var legosoldat på Balkan. Han var då den första som åtalats för krigsförbrytelser i Sverige. Straffvärdet saknar betydelse då han redan avtjänar ett livstidsstraff, men domen skulle kunna göra det svårare för honom att få sitt tidigare straff tidsbestämt vid en eventuell nådansökan.
I april 2008 framkom att Arklöv registrerat sitt namn som varumärke hos Patent- och registreringsverket. Det innebär bland annat att ingen kommer att kunna registrera en kommersiell verksamhet i detta namn.
I fängelset har Arklöv målat tavlor som uppmärksammades i bland annat Aftonbladet när en av dem ställdes ut.
I oktober 2010 meddelade Kriminalvården i en rapport till Örebro tingsrätt att Arklöv endast behöver två år för att genomföra särskilda utslussningsåtgärder och att risken för återfall i våldsbrott inte är förhöjd. I december 2010 beslutade Örebro tingsrätt att Arklöv inte får sitt livstidsstraff tidsbestämt med motiveringen att han inte suttit tillräckligt länge med tanke på brottens höga straffvärde. Möjlighet att överklaga till Göta hovrätt fanns.
Arklöv ansökte åter 2014 om att få sitt straff tidsbestämt. Örebro tingsrätt avslog ansökan. Arklöv överklagade till Göta hovrätt, som gick på tingsrättens linje med motiveringen att straffvärdet är för högt. Hovrättens beslut överklagades till Högsta domstolen, som inte beviljade prövningstillstånd.
Han satt från februari 2014 till maj 2016 på anstalten i Borås, men flyttades till anstalten i Storboda. Under 2014 meddelades det att Arklöv fått anställning på Exit i Fryshuset i Stockholm.
I september 2020 ansökte Arklöv på nytt om tidsbestämt straff. Örebro tingsrätt avslog även denna gång ansökan på grund av att man anser att Arklöv riskerar att återfalla i allvarlig brottslighet. I juni 2023 tidsbestämde Örebro tingsrätt straffet till 41 år. Domen överklagades och i januari 2024 beslutade Göta hovrätt att inte tidsbestämma Arklövs fängelsestraff. Arklöv överklagade hovrättens dom till Högsta domstolen, som i april 2024 beslutade att inte meddela prövningstillstånd. Därmed stod hovrättens dom fast.
Sedan februari 2024 sitter Arklöv på anstalten Beateberg i Trångsund söder om Stockholm, efter begäran om egen förflyttning från anstalten i Umeå.